# ميجيزواف سيكورا
ميجيزواف سيكورا (بالبولندية: Mieczysław Sikora)‏ هو لاعب كرة قدم بولندي في مركز الوسط، ولد في 6 فبراير 1982 في Wisła ‏ في بولندا. لعب مع بياست غليفيتسه وبييلسكو بياوا ونادي ال كي اس ودز.